# Charoen Pokphand
Charoen Pokphand Group  (viết tắt: CP/C.P hay C.P.Group) (tiếng Thái: เจริญโภคภัณฑ์; RTGS: Charoen Phokkhaphan) là một tập đoàn của Thái Lan có trụ sở tại Bangkok. Đây là công ty tư nhân lớn nhất Thái Lan và là một trong những tập đoàn lớn nhất thế giới. Nó bao gồm ba doanh nghiệp cốt lõi hoạt động trong kinh doanh nông nghiệp và thực phẩm, bán lẻ và phân phối, và các ngành công nghiệp viễn thông với các khoản đầu tư tại hơn 30 quốc gia, sử dụng hơn 300.000 lao động.
Là cổ đông lớn nhất trong tập đoàn dịch vụ tài chính Trung Quốc Bảo hiểm Ping An và là cổ đông lớn của CITIC, ủy thác đầu tư nhà nước Trung Quốc và tập đoàn Itochu của Nhật Bản. Công ty sở hữu cổ phần kiểm soát trong Charoen Pokphand Foods (CPF), nhà sản xuất thức ăn, tôm lớn nhất thế giới và top 3 công ty sản xuất thịt gia cầm, thịt lợn hàng đầu toàn cầu. Công ty điều hành doanh nghiệp bán lẻ lớn nhất Đông Nam Á theo doanh thu, với hơn 10.000 cửa hàng Seven Eleven và kinh doanh thông qua Siam Makro. Trong lĩnh vực viễn thông, công ty con của CP Group, True Group, là một trong những công ty viễn thông lớn nhất Đông Nam Á với hơn 25 triệu khách hàng di động.
Với khoảng 200 công ty con đang kinh doanh tại Trung Quốc đại lục, CP Group được biết đến ở Trung Quốc với tên là "Zhèng Dà" (正大). Khi Trung Quốc mở cửa kinh tế vào năm 1978, Tập đoàn CP là nhà đầu tư nước ngoài đầu tiên ở nước này và trở thành công ty nước ngoài đầu tiên đăng ký tại đặc khu kinh tế của Thâm Quyến, Quảng Đông. Công ty này là nhà đầu tư tư nhân lớn nhất tại Trung Quốc đại lục hiện nay, chiếm lĩnh hơn một phần năm toàn bộ thị trường thức ăn chăn nuôi của Trung Quốc. Số đăng ký công ty là "0001." Thông qua các khoản đầu tư lớn, CP Group đã được ghi nhận với việc thay đổi thói quen ăn kiêng của đất nước và cuộc cách mạng xanh hàng đầu của Trung Quốc.

## Công ty con

### Công ty Charoen Pokphand Foods
Công ty được biết đến là Charoen Pokphand Foods Plc. (CPF). Được thành lập vào năm 1978 với các hoạt động trong sản xuất thức ăn chăn nuôi, chế biến và thương mại. Hiện tại, CPF đầu tư ra nước ngoài tại 9 quốc gia, có các công ty con tại 17 quốc gia và xuất khẩu sang hơn 40 quốc gia. Hơn nữa, CPF đang là nhà sản xuất thức ăn hàng đầu và là một trong những nhà sản xuất gia cầm lớn nhất thế giới. Công ty được niêm yết tại Sở giao dịch chứng khoán Thái Lan với mã: CPF.
CPF có doanh thu khoảng 14 tỷ USD (2012), với vốn hóa thị trường hơn 8 tỷ USD (2012).

### CP ALL
CP ALL Public Company Limited là công ty hàng đầu của doanh nghiệp phân phối và tiếp thị của Tập đoàn Charoen Pokphand. Công ty sở hữu giấy phép 7-Eleven tại Thái Lan từ năm 1989 và điều hành 9.542 cửa hàng tiện lợi dưới nhãn hiệu đó ở Thái Lan. Đây là số lượng cửa hàng lớn thứ ba, sau Hoa Kỳ và Nhật Bản.
CP All đã hoàn thành năm 2016 với doanh thu xấp xỉ 15 tỷ USD và có vốn hóa thị trường hơn 13 tỷ USD (2017).

### Gà rán Kentucky
Tập đoàn CP đã mua bản quyền phân phối thương hiệu KFC vào năm 1987 tại Thái Lan.

### Lotus Supercenter
CP Lotus Corporation là một hoạt động bán lẻ tại Trung Quốc.

### CP Fresh Mart
Là một chuỗi cửa hàng bán thực phẩm đông lạnh và thành phẩm có trụ sở tại Thái Lan, hiện có hơn 700 chi nhánh.

### Honda và Heineken
CP chuyển đến Thượng Hải, sản xuất xe máy với giấy phép từ hãng ô tô khổng lồ Honda của Nhật Bản và sản xuất bia với giấy phép từ nhà sản xuất bia Hà Lan, Heineken.

### Solvay
Năm 1989, CP tham gia lĩnh vực kinh doanh hóa dầu thông qua liên doanh với Solvay - một trong những công ty hóa chất lớn nhất của Bỉ. Tuy nhiên, tập đoàn đã bán cổ phần của mình.

### Wal-Mart
Năm 1994, CP đã ký thỏa thuận liên doanh với công ty bán lẻ khổng lồ của Mỹ, Wal-Mart để thành lập các cửa hàng siêu bán lẻ trên khắp châu Á.

### Siam Makro
Được tổ chức thông qua CP All, Siam Makro là cửa hàng mang theo tiền mặt lớn nhất của Thái Lan. CP Tất cả đã mua Siam Makro với giá 6,6 tỷ USD vào năm 2013.

### CP Land
CP Land quản lý một số tài sản ở Băng Cốc, bao gồm CP Tower 1 & 2. Nó được liệt kê thông qua Quỹ cơ sở hạ tầng CP Land và có vốn hóa thị trường hơn 300 triệu USD.